# Dasypogon crassus
Dasypogon crassus är en tvåvingeart som beskrevs av Macquart 1849. Dasypogon crassus ingår i släktet Dasypogon och familjen rovflugor. Inga underarter finns listade i Catalogue of Life.